# Rhododactyla
Rhododactyla is een geslacht van vlinders van de familie spinneruilen (Erebidae), uit de onderfamilie Calpinae.

## Soorten
- R. elicrina Felder, 1874
- R. micra Hampson, 1926
- R. semirosea Herrich-Schäffer, 1854